# Alex Koslov
Alex Sherman (né le 21 janvier 1984 à Chișinău (Moldavie) est un catcheur (lutteur professionnel) moldave.
Il a notamment lutté à l'Asistencia Asesoría y Administración (AAA), à la New Japan Pro Wrestling ou encore à la Ring of Honor. En janvier 2015, il annonce la fin de sa carrière.

## Carrière

### Débuts en Californie (2003-2006)
Sherman s'entraîne auprès de Jesse Hernandez au sein de l'école de catch de l'Empire Wrestling Federation où il fait ses premiers matchs sous le nom d'Alex Pincheck,,. 

### Consejo Mundial de Lucha Libre (2006-2008)
En août 2006, Koslov arrive au Consejo Mundial de Lucha Libre, une fédération mexicaine. Il y lutte jusqu'en 2008.

### Total Nonstop Action Wrestling (2008)
En 2008, le CMLL travaille avec la Total Nonstop Action Wrestling (TNA) et participe à la World X Cup de juin à juillet 2008. Koslov participa en tant que membre du Team International avec le Canadien Tyson Dux, Brit Doug Williams et Daivari. Koslov bat Curry Man et perd face à Kaz, le capitaine du Team USA.

### Asistencia Asesoría y Administración (2008-2009)
Après avoir mis fin à son contrat avec le CMLL, Koslov se rapproche de sa rivale : la Asistencia Asesoría y Administración (AAA). Koslov rejoint l'écurie D-Generation Mex avec Sean Waltman et Rocky Romero.
Le 21 mai, Koslov bat Extreme Tiger et Alan Stone pour devenir le premier AAA Cruiserweight Champion.

### Ring of Honor (2009-2010)
En avril 2009, Koslov fait plusieurs apparitions à la Ring of Honor (ROH).

### Florida Championship Wrestling (2010-2012)
Il signe un contrat de développement avec la WWE en 2010 et se fait appeler Peter Orlov. Il perd son premier match face à Bo Rotundo. Il continue de lutter à la FCW pendant plusieurs mois, jusqu'au 3 février 2012, où il est libéré de son contrat.

### New Japan Pro Wrestling (2012-2015)
Lors de 40th Anniversary Tour Kizuna Road Nuit 10, Rocky Romero et lui battent Jushin Thunder Liger et Tiger Mask pour remporter les IWGP Junior Heavyweight Tag Team Championship.

### Retour à la Ring Of Honor (2013-2014)
Il fait son retour à la ROH, lors de ROH 11th Anniversary en perdent avec Rocky Romero contre American Wolves (Davey Richards et Eddie Edwards).

## Palmarès
- Asistencia Asesoría y Administración
  - 2 fois AAA Cruiserweight Champion
- New Japan Pro Wrestling
  - 2 fois IWGP Junior Heavyweight Tag Team Champion avec Rocky Romero
- Ring of Honor
  - 1 fois ROH World Tag Team Champion avec Rocky Romero
- NWA UK Hammerlock
  - 1 fois NWA British Commonwealth Heavyweight Champion